# 貝赫馬
48°6′29″N 35°26′46″E / 48.10806°N 35.44611°E
贝赫馬（烏克蘭語：Бегма），是烏克蘭中部第聶伯羅彼得羅夫斯克州錫內利尼科韋區斯拉夫霍羅德市鎮内的村落。距離斯拉夫霍羅德2.5公里和佩爾紹茲瓦尼夫卡2公里，海拔高度102米，2022年人口151。